# 埃文·埃林森
埃文·泰勒·埃林森（英語：Evan Taylor Ellingson，1988年7月1日—2023年11月5日）是美國的一位演員。他出生在加利福尼亞州，家中有三個兄弟。他曾客串出演MAD TV。在2007年，他曾經出演電視劇24小时，之後他曾出演過犯罪现场调查：迈阿密。